# 宅田裕彦
宅田 裕彦（たくだ ひろひこ、1955年4月21日 - ）は、日本の工学者、京都大学名誉教授。京都大学大学院エネルギー科学研究科エネルギー応用科学専攻資源エネルギー学講座教授を歴任。専門は、鉄鋼製造過程の省エネルギー化・高精度化、高温固体金属の水冷却機構の解明。工学博士。大阪府高石市出身。

## 経歴
大阪府高石市出身。高石市立高石小学校・大阪市立天王寺中学校、大阪府立天王寺高等学校を卒業し、京都大学理学部に入学。京都大学大学院工学研究科修士課程資源工学専攻を修了する。京都大学にて工学博士号取得。
京都大学在学中は、体育会アメリカンフットボール部ギャングスターズに在籍し、エースQBとして名を馳せた。
1977年秋の関西リーグにおける関西学院大学ファイターズ戦は、「涙の日生球場」として今なお語り継がれる伝説の一戦である。

## 略歴
- 1980年4月 - 京都大学工学部助手に任官
- 1984年11月 - 京都大学工学博士号取得
- 1988年10月 - 京都大学工学部講師に昇任
- 1994年11月 - 京都大学工学部助教授に昇任
- 1996年
  - 4月 - 京都大学大学院工学研究科に配置換え
  - 5月 - 京都大学大学院エネルギー科学研究科に配置換え
- 2002年4月 - 京都大学大学院エネルギー科学研究科教授に昇任[2]